# 乔治·佩尔
喬治·佩爾（英語：George Pell；1941年6月8日—2023年1月10日）是澳洲籍天主教司鐸級樞機，並獲得澳洲勳章，也是首任聖座經濟秘書處處長。

## 生平

### 早期生活
佩爾於1941年6月8日在澳洲東岸南部維多利亞州的內陸城市巴拉瑞特出生。他的母親是愛爾蘭後裔的一個虔誠的天主教徒。他的父親曾在二戰期間，擔任澳大利亞國防軍。
他接受早期教育在巴拉瑞特的洛雷托修道院和聖博德學院。1960年，他開始在位於威勒比的科珀斯克里斯蒂學院學習。1963年，他在羅馬宗座傳信大學繼續深造，並1967年獲得神學執照。他於1966年12月16日，在巴拉臘特教區晉鐸。他繼續在牛津大學學習，及在1971年獲得了教會歷史的哲學博士。1982年，他在莫纳什大學獲得了教育碩士學位。

### 晉牧
他於1987年5月21日晉牧，並獲教宗若望保祿二世任命為墨爾本總教區輔理主教，斯卡拉領銜教區領銜主教。1996年至2001年間，他曾任墨爾本總教區總主教。2001年6月29日，出任悉尼總教區總主教。1990年至1995年任宗座正義與和平理事會成員，和1990年至2000年任聖座信理部成員。2002年4月，任命他的Vox的聖座禮儀及聖事部的禮儀文本英文譯委員會主席。2002年12月，他被任命為宗座家庭理事會成員。

### 擢升樞機
若望保祿二世於2003年10月21日將他擢升為司鐸級樞機。他曾參與2005年及2013年教宗選舉秘密會議，當時分別選出的是教宗本篤十六世和教宗方濟各。2012年9月22日，佩爾被任命為聖座主教部成員。2014年2月24日，起擔任首位聖座經濟秘書處處長。
經濟秘書處處長一職由若望·安多尼·格雷羅-阿爾韋斯司鐸於2019年11月14日接任。

## 性侵醜聞
2017年6月26日，澳洲維多利亞省以多項兒童性虐待罪嫌將他起訴。
2019年3月13日，佩爾於墨爾本法院被裁定性侵男童罪名成立，判監6年。
澳洲高等法院於2020年4月7日最终裁定佩爾所有罪名不成立，當庭開釋。